# しまなみ造船

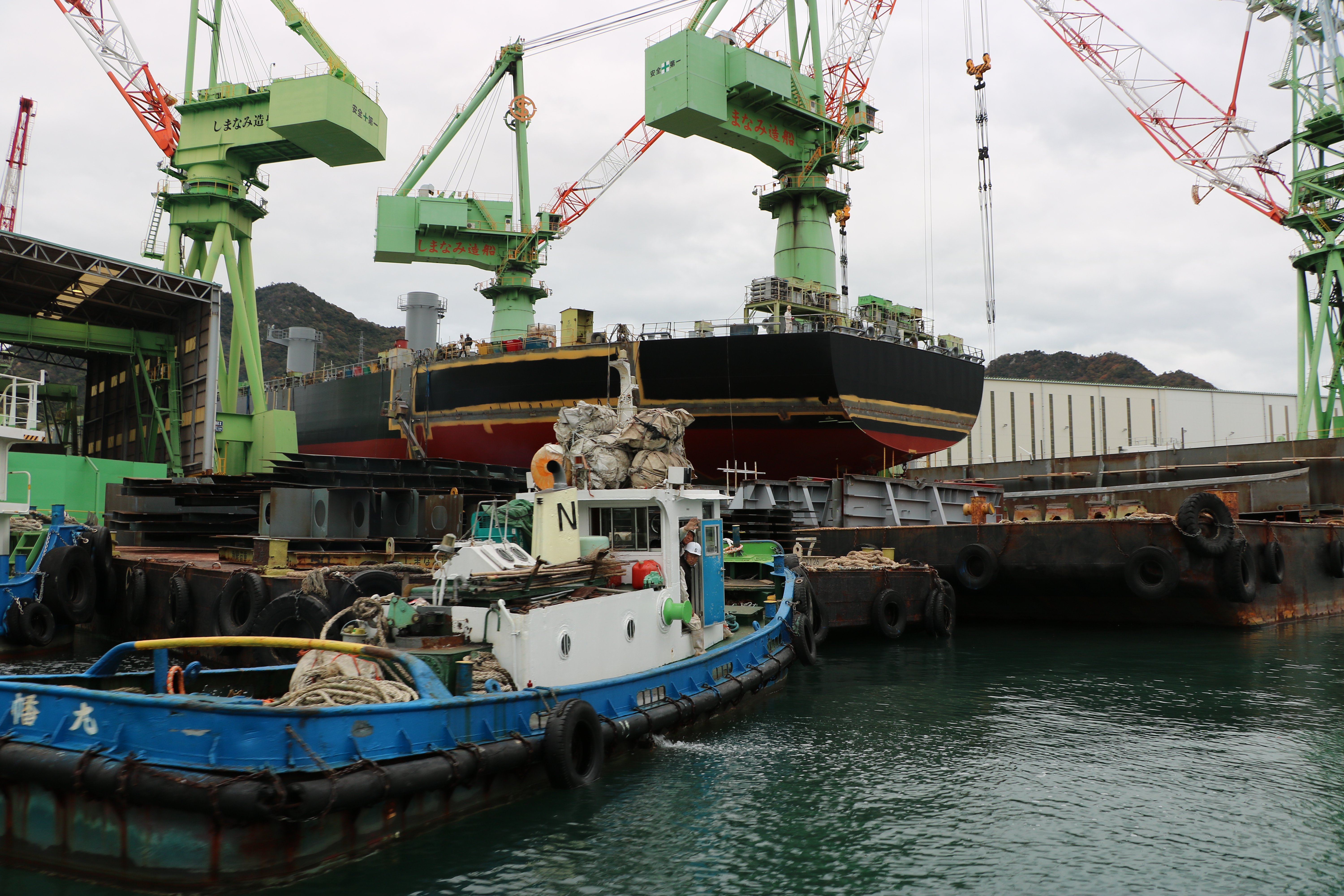
しまなみ造船所（2016年11月撮影）

しまなみ造船株式会社（しまなみぞうせん）は、愛媛県今治市伯方町に本社を置く造船メーカー。今治造船のグループ会社である。

## 概要
大正時代に波止浜で創業された渡邉造船株式会社（1952年に伯方町に移転）を前身としている。2005年に鋼材価格高騰の影響で経営が悪化していた渡邉造船が今治造船に支援を要請し買収された。渡邉造船は今治造船との資本関係はなかったが、過去に2回経営難に陥った際、今治造船から下請け製作を受注するなど友好関係にあった。
2005年4月に新会社「しまなみ造船株式会社」が設立され、今治造船グループの造船会社として再スタートした。渡邉造船の経営陣は全員退いたが、従業員約60人は引き続き新会社が雇用した。今治造船グループの中でも数少ない、船台での船腹建造を行っている造船所である。38,000DWT ばら積み運搬船(BARI-STAR) の建造を行う他、今治国際ホテルの宿泊者限定で、新造船の進水見学式等も行っていた。

## 沿革
- 2005年4月 - 「しまなみ造船株式会社」設立。
- 2006年4月 - 新組立工場完成
- 2007年
  - 4月 - 第2号船台延長（60,000D/W）
  - 9月 - 300Tクレーン2号基設置。
  - 10月 - 25Tクレーン設置。
- 2009年3月 - 桟橋設置、70Tクレーン設置。
- 2010年
  - 3月 - 船台横岸壁埋め立て完了。
  - 10月 - 新組立工場延長。
- 2014年
  - 8月 - 艤装桟橋延長。
  - 12月 - 40tクレーン設置。

## 事業所及び建造能力
- 本社・工場 - 愛媛県今治市伯方町伊方甲2321番地
  - 第2号船台:L 200m × B 34m